# Trafikplatssignatur

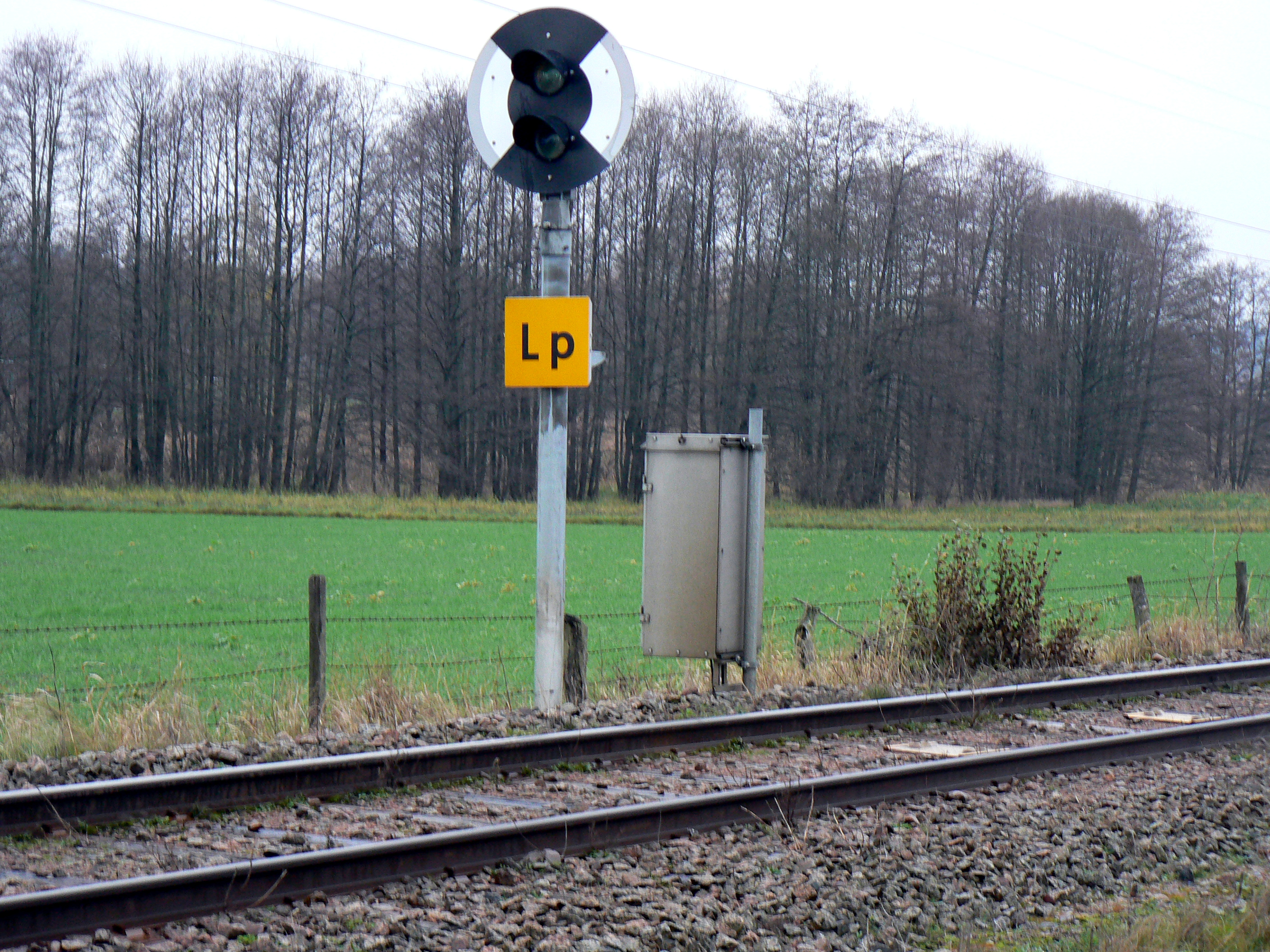
Lp för Linköpings central

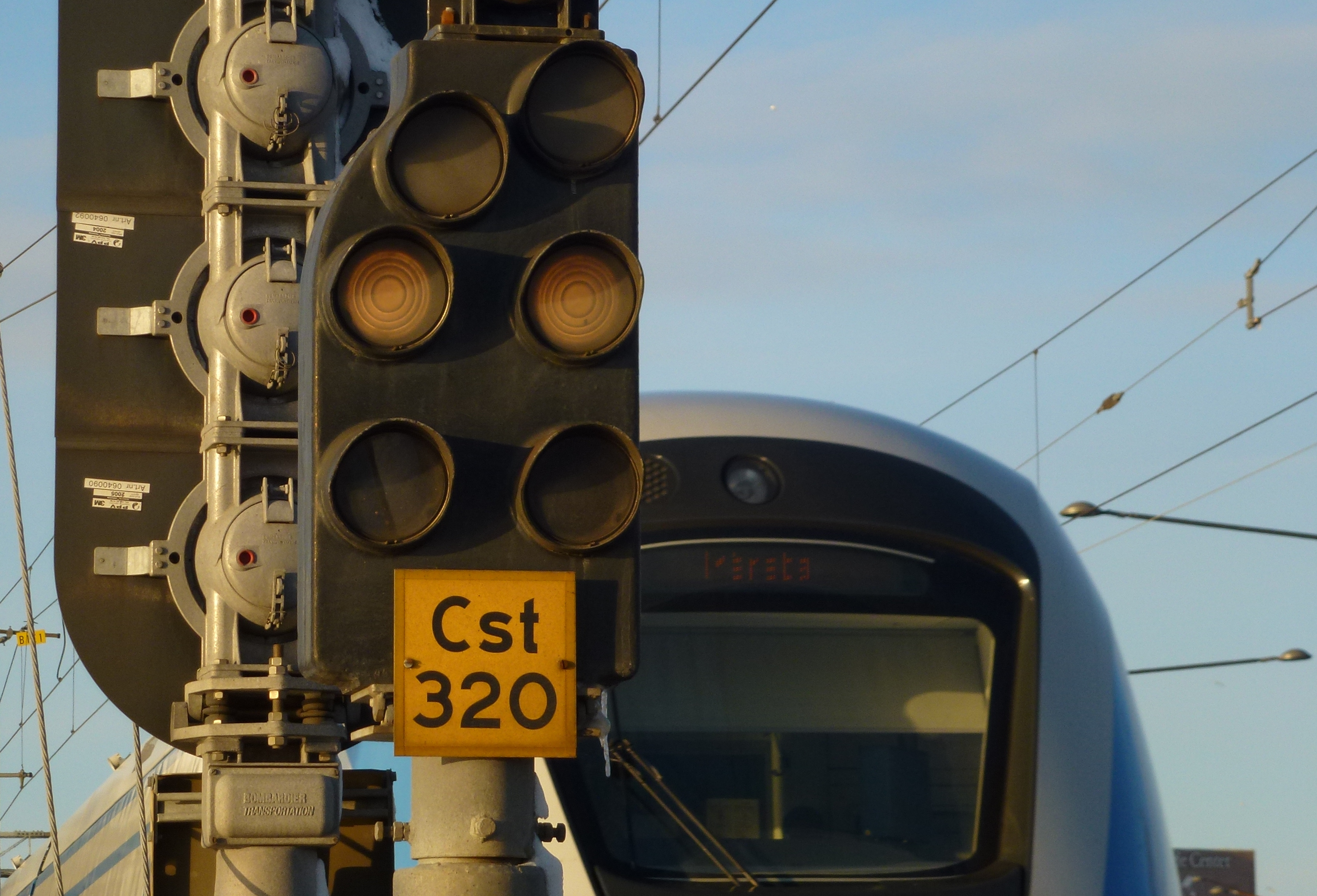
Stockholms centralstation, signatur "Cst".

En trafikplatssignatur, även stationssignatur, är en förkortad kodifiering av trafikplatser på järnvägar och andra spårsystem. System med trafikplatssignaturer finns inom många länders järnvägsnät.

## Svenska järnvägsnätet
I Sverige består trafikplatssignaturer av en till fyra, undantagsvis fem, bokstäver och godkänns av Transportstyrelsen.
På järnvägarna uppstod tidigt ett behov av att förkorta stationernas namn, för att spara plats i till exempel tidtabeller och för enkel telegrafering mellan stationerna. För att hålla telegrafin så snabb som möjligt försökte man hålla stationssignaturerna så korta som möjligt. Många stationer, även sådana som saknar uppehåll, längs Sveriges tidigaste stambanor har därför endast en bokstav i sin stationssignatur. Några exempel:
- A – Alingsås
- B – Björnlunda
- G – Göteborg C
- J – Jonsered
- M – Malmö C
- N – Nässjö

De flesta av dessa stationer ligger på Västra stambanan, och finns kvar än idag. Björnlunda och Jonsered har sedan länge inga uppehåll (pendeltågen stannar däremot vid Jonsereds västra, Jv). När nästa namn skulle förkortas så fick det bli två bokstäver, därefter tre. Stationssignaturer med fyra bokstäver förekommer bara i nödfall. Fem bokstäver har endast två trafikplatser i drift i Sverige: Ljungbyheds grusgrop, Ljdgr, och Tallås grusgropsväxel, Tåsgr. Några signaturer baseras på 1800-talets stavning. Ck står för  Karlskrona, då stavat Carlskrona, samt Cr för Kristianstad, då stavat Christianstad.
Stationssignaturerna i Stockholm är något av ett specialfall. De är Cst, Nst, Sst och Öst. "St" betyder inte station, utan Stockholm. "Cst" betyder alltså "Centralstation Stockholm" (ursprungligen Centralbangården Stockholm), "Nst" betyder "Norra station Stockholm", "Sst" betyder "Södra station Stockholm" och "Öst" betyder "Östra station Stockholm". Eftersom det fanns flera statliga stationer i Stockholm så ville man inte använda beteckningen S (S är nu Sveg, ursprungligen station på privatbanan OHJ som fick behålla den lediga koden S då den förstatligades). Anledningen till att C kommer före och inte efter "st" är att underlätta telegrafin. Då ett meddelande sändes hördes detta ursprungligen på alla stationer. De tre Stockholmsstationerna nåddes av ett betydande antal meddelanden, varvid de två inledande tecknen "st" (... -) skulle ha varit samma för alla tre. För att undvika detta sattes "st" sist, och då kunde man alltså sluta lyssna redan efter första bokstaven om det inte var den egna stationen som var berörd.
Idag är telegraferande sedan länge ett avslutat kapitel, men fortfarande lever stationssignaturerna kvar i tidtabeller, tågtrafikledningens grafiska tågplaner, instruktioner och liknande för järnvägens personal. På stationerna kan man se dem exempelvis på signalernas märktavlor, den fyrkantiga gula plåtskylten på signalen. Observera dock att den beteckningen talar om på vilken station ställverket finns, inte vilken station som signalen står vid. Exempelvis står det "Sub" på signalerna vid Huvudsta (Huv).

### Storstockholms Lokaltrafik (SL)
Storstockholms Lokaltrafik har ett eget system för stationssignaturer. Numera är detta i huvudsak anpassat för att inte kollidera med Trafikverkets förkortningar. På SL:s egna spåranläggningar (hit hör inte pendeltågsstationerna) tillämpas ett strikt treställigt system - alla trafikplatser förkortas med tre bokstäver. Ett lustigt exempel på detta var stationen Rö (nu nedlagd) på Roslagsbanan som förkortades (eller snarare förlängdes) till RÖS. Tvåställiga förkortningar var i detta system reserverade för tjänsteställen med fast personal, exempelvis depåer - HY= Hammarbydepån, TG= Tegnérgatan och så vidare.
Vanligtvis bildas respektive stations signatur enligt principen de två inledande bokstäverna i första stavelsen + första bokstaven i andra stavelsen, även om vissa undantag finns. Exempel på stationssignaturer i tunnelbanenätet är: "HÖT" för Hötorget, "GAS" för Gamla stan, "TAK" för Tallkrogen och så vidare. Till de ytterst få undantagen från denna princip, utan istället används de tre inledande bokstäverna i en följd hör bl.a.: Rågsved (förkortas "RÅG"), Hagsätra (förkortas "HAG"), Masmo (förkortas "MAS"), Norsborg (förkortas "NOR"), Slussen (förkortas "SLU" + den geografiska positionen ((= "Norra"/"Södra" resp, "Krysset", se längre ned)).
I de fall namnet består av tre stavelser tar man då första bokstaven i varje del av namnet, exempelvis "RMG" för Rådmansgatan, "FHP" för Fridhemsplan och så vidare.
Till undantagen hör bl.a. Gullmarsplan (förkortas GUP istället för "GMP"), Hammarbyhöjden (förkortas HYÖ istället för "HBH"), Vårby gård (förkortas VÅG istället för "VBG"), Midsommarkransen (förkortas MIK istället för "MSK").
Eftersom många stationer har två eller fler entréer, delas dessa (för internt bruk) in i endera "Norra" respektive "Södra" eller "Krysset" (sistnämnda förkortas X). Indelningen bestäms efter läget, sett från T-Centralen, som alltjämt är tunnelbanenätets mittpunkt. Denna indelning gäller strikt oavsett om själva uppgången rent geografiskt ligger åt ett annat väderstreck än vad stationssignaturen anger. Exempel på detta är: Odenplan, vars södra uppgång ligger mot själva platsen med samma namn (stationssignatur "ODP.S") , medan norra uppgången ligger invid Vasa Real skola, i korsningen Karlbergsvägen/Dalagatan (stationssignatur "ODP.N"). Annars hade man kunnat tro att dessa uppgångar skulle förkortats "Östra" respektive "Västra". 
Ett annat särexempel är S:t Eriksplan, vars båda uppgångar ligger i omvänd geografisk riktning (i förhållande till stationssignaturen), dvs den norra uppgången söderut (mot själva platsen S:t Eriksplan)  och den södra uppgången norrut mot Tomtebogatan. Likadant med nästa station, Fridhemsplan, där norra utgången vetter mot Drottningholmsvägen och den södra ligger i korsningen S:t Eriksgatan/Fleminggatan. Likväl förkortas de "SEP.N", "SEP.S", "FHP.N" respektive "FHP.S" 
Uppgångar med benämning "Krysset" återfinns endast på de största stationerna (i regel knutpunkter), och där de andra två benämningarna redan är upptagna och/eller är ifrågavarande stations mittuppgång. Till exempel är uppgång "Slussen Krysset" (förkortas "SLU.X") utgången mot Södermalmstorg, dvs den utgång som i folkmun allmänt brukar räknas som Slussen. "Hötorget Krysset" (förkortas "HÖT.X") är stationens huvudingång (i korsningen Sveavägen/Kungsgatan). "T-Centralen Krysset" (förkortas "TCE.X") samt "Fridhemsplan Krysset" (förkortas "FHP.X") syftar på Blå linjes "egen" uppgång (mot Vasagatan/Bryggargatan respektive S:t Görans sjukhus/Mariebergsgatan på dessa stationer). "Alvik Krysset" (förkortning "ALV.X") är skiljepunkten mellan t-bana och Nockebybanan på station Alvik.
I ett fåtal fall har man ändrat förkortning, av rädsla för att förväxling med annan förkortning skulle kunna uppstå. T.ex. bytte Vällingby från "VÄB" till "VBY", för att undvika förväxling med "VÅB", vilken sistnämnda är förkortning för Vårberg.  
Förutom Vällingby är det endast en station till, vars signatur utgörs av 1:a bokstaven i 1:a delen av namnet + de 2 första bokstäverna i 2:a delen, nämligen Stora Mossen. Den förkortas "SMO". 
I de fall en station har endast en utgång, tillämpas således inte indelningen i "Norra"/"Södra"/"Krysset", även om det givetvis finns potential att lägga till sådan om behov uppstår, men det förutsätter att en andra (eller tredje) utgång anläggs. I dagsläget står Gullmarsplan närmast på tur till det, när bansystem 3 (= blå linje) kommer få sin egen plattform (och Gullmarsplan därmed blir bytespunkt mellan grön och blå linje) i och med övertagandet av nuvarande linje 19 ut mot Hagsätra. Blå linje kommer då dels få gemensam biljetthall med grön linje (= nuvarande), dels en egen entré vid Mårtensdal nere i Hammarby Sjöstad. Denna sistnämnda blir då sannolikt "Gullmarsplan norra" ("GUP.N"), medan nuvarande biljetthallen blir "Gullmarsplan södra" ("GUP.S"). Denna förlängning av tunnelbanenätets blå linje/bansystem 3 beräknas tas i drift år 2030.

## Norges järnvägsnät
Stationer har normalt en kod på tre bokstäver, ibland två bokstäver. De kallas stedskoder. Exempel: OSL=Oslo Sentralstasjon, GAR=Oslo Lufthavn stasjon, TND=Trondheim sentralstasjon och BO=Bodø stasjon.

## Danmarks järnvägsnät
Stationer har normalt en kod på två eller tre bokstäver. Hållplatser (trinbrætter) eller före detta sådana har oftast tre bokstäver med "t" som tredje bokstav. De kallas stationsforkortelser.  Exempel: Kh = Københavns Hovedbanegård, Kk = Østerport Station (tidigare Københavns Kystbanestation), och Dbt=Dybbølsbro station.

## Tysklands järnvägsnät
Stationer har en kod på två till fem bokstäver. Den första bokstaven anger järnvägsregion. Exempel: AA=Hamburg-Altona, BL=Berlin Hbf(Lehrter Bhf), HH=Hannover Hbf, MH=München Hbf, AAS=Hamburg-Altona (S-Bahn), AWLA=Westerland (Sylt)

## Hongkongs tunnelbana och lokalbana
I Hongkongs tunnelbanesystemet består stationssignatur av tre stora bokstäver.
|         | Stationssignatur                                                   | Exempel (på engelska)              |
| ------- | ------------------------------------------------------------------ | ---------------------------------- |
| Ett ord | Första tre bokstäver                                               | ADM = Admiralty, JOR = Jordan      |
| Två ord | Första ordets första två bokstäver och andra ordets första bokstav | MOK = Mong Kok, DIH = Diamond Hill |
| 3+ ord  | Första tre ordens första bokstav                                   | ETS = East Tsim Sha Tsui           |

### Undantag
Stationssignatur får inte att sluta med ett "L" eftersom det kan orsaka en konflikt mellan linjesignaturer.
Om stationssignatur har redan använts av andra stationer (inkl. lokalbanestationer) eller linjer, stationssignaturer är:
|          |                                                                    | Exempel (på engelska)                 |
| -------- | ------------------------------------------------------------------ | ------------------------------------- |
| Ett ord  | Första, andra och fjärde bokstäver                                 |                                       |
| Två ord  | Första ordets första bokstav och andra ordets första två bokstäver | Tai Wo (TWO)                          |
| Tre ord  | Första ordets första två bokstäver och andra ordets första bokstav | Ho Man Tin (HOM), Tiu Keng Leng (TIK) |
| Fyra ord | Första, andra och fjärde ordens första bokstav                     |                                       |

Stationssignatur får inte att orsaka en konflikt med järnvägsfaciliteter t.ex. Sunny Bay använder SUN, inte SUB som är en förkortning av "Substation"